# 赤土乡 (稻城县)
赤土乡，是中华人民共和国四川省甘孜藏族自治州稻城县下辖的一个乡镇级行政单位。

## 行政区划
赤土乡下辖以下地区：
阿西村、孔仁村、甲拉村、贡沙村、子定一村、子定二村、建丁村、德沙村、沙堆村和客瓦村。